# Oključna
Oključna je malá vesnice v obci Komiža v Chorvatsku, v Splitsko-dalmatské župě. V roce 2011 v ní nežili žádní obyvatelé, v roce 2001 v ní žilo 5 obyvatel. Vesnice je situována ve vnitrozemí ostrova Vis, severně od Komiže. 